# Утёйа
У́тёйа (норв. Utøya) — остров на озере Тюрифьорд в коммуне Хуле фюльке Бускеруд (Норвегия). Расположен в 35 км к северо-западу от Осло. Размеры острова около 500 × 300 метров. Ближайший берег находится на расстоянии около 600 метров.
Остров принадлежит норвежской Рабочей молодёжной лиге, молодёжной организации Рабочей партии, которая устраивает на нём летний лагерь.
Остров стал печально известен после произошедшего 22 июля 2011 года нападения на молодёжный лагерь, совершённого Андерсом Брейвиком, в результате которого погибли 69 человек.